# Olimpiai Stadion (Helsingborg)
Az Olimpiai Stadion egy labdarúgó-stadion Helsingborgban, Svédországban. A stadion 1898-ban épült, maximális befogadóképessége 15 300 fő. A Helsingborgs IF otthona.
Az 1958-as labdarúgó-világbajnokság egyik helyszíne volt, két csoportmérkőzést rendeztek itt. 

## Események

### 1958-as világbajnokság
| Dátum       | Időpont UTC+1 | Pályaválasztó | Eredmény | Vendég        | Forduló    | Nézők  |
| ----------- | ------------- | ------------- | -------- | ------------- | ---------- | ------ |
| 1958.06.11. | 19.00         | NSZK          | 1–1      | Csehszlovákia | 1. csoport | 25 000 |
| 1958.06.15. | 19.00         | Csehszlovákia | 6–1      | Argentína     | 1. csoport | 16 418 |